# Dawid Szymonowicz
Dawid Szymonowicz (Lidzbark Warmiński, 1995. július 7. –) lengyel korosztályos válogatott labdarúgó, a Warta Poznań hátvédje.

## Pályafutása

### Klubcsapatokban
Szymonowicz a lengyelországi Lidzbark Warmiński községben született. Az ifjúsági pályafutását a Polonia Lidzbark Warmiński és a DKS Dobre Miasto csapatában kezdte, majd 2009-ben a Stomil Olsztyn akadémiájánál folytatta.
2012-ben mutatkozott be a Stomil Olsztyn másodosztályban szereplő felnőtt csapatában. 2015-ben az első osztályú Jagiellonia Białystokhoz igazolt. Először a 2016. február 28-ai, Lech Poznań ellen 2–0-ra megnyert mérkőzés 90+2. percében, Konstantin Vassiljev cseréjeként lépett pályára. Első gólját 2016. május 1-jén, a Podbeskidzie ellen 3–2-re megnyert találkozón szerezte meg. 2017 és 2021 között a szlovák Zlaté Moravce, illetve a lengyel Nieciecza, Raków Częstochowa és Cracovia csapataiban szerepelt kölcsönben. 2021. október 20-án hároméves szerződést kötött a Warta Poznań együttesével. 2021. október 30-án, a Lechia Gdańsk ellen 2–0-ra elvesztett bajnokin debütált.

### A válogatottban
Szymonowicz négy mérkőzés erejéig tagja volt a lengyel U20-as válogatottnak.

## Statisztikák
2022. szeptember 3. szerint
| Klub                           | Szezon   | Osztály      | Bajnokság | Bajnokság | Kupa és Ligakupa | Kupa és Ligakupa | Nemzetközi | Nemzetközi | Összesen | Összesen |
| Klub                           | Szezon   | Osztály      | Meccs     | Gól       | Meccs            | Gól              | Meccs      | Gól        | Meccs    | Gól      |
| ------------------------------ | -------- | ------------ | --------- | --------- | ---------------- | ---------------- | ---------- | ---------- | -------- | -------- |
| Stomil Olsztyn                 | 2012–13  | I Liga       | 1         | 0         | 0                | 0                | —          | —          | 1        | 0        |
| Stomil Olsztyn                 | 2013–14  | I Liga       | 11        | 0         | 0                | 0                | —          | —          | 11       | 0        |
| Stomil Olsztyn                 | 2014–15  | I Liga       | 25        | 2         | 0                | 0                | —          | —          | 25       | 2        |
| Stomil Olsztyn                 | 2015–16  | I Liga       | 17        | 2         | 0                | 0                | —          | —          | 17       | 2        |
| Stomil Olsztyn                 | Összesen | Összesen     | 54        | 4         | 0                | 0                | 0          | 0          | 54       | 4        |
| Jagiellonia Białystok          | 2015–16  | Ekstraklasa  | 8         | 1         | 0                | 0                | —          | —          | 8        | 1        |
| Jagiellonia Białystok          | 2016–17  | Ekstraklasa  | 6         | 0         | 0                | 0                | —          | —          | 6        | 0        |
| Jagiellonia Białystok          | 2017–18  | Ekstraklasa  | 2         | 0         | 1                | 0                | —          | —          | 3        | 0        |
| Jagiellonia Białystok          | 2019–20  | Ekstraklasa  | 7         | 0         | 0                | 0                | —          | —          | 7        | 0        |
| Jagiellonia Białystok          | Összesen | Összesen     | 23        | 1         | 1                | 0                | 0          | 0          | 24       | 1        |
| Zlaté Moravce (kölcsönben)     | 2017–18  | Fortuna Liga | 12        | 0         | 0                | 0                | —          | —          | 12       | 0        |
| Nieciecza (kölcsönben)         | 2018–19  | I Liga       | 22        | 1         | 1                | 0                | —          | —          | 23       | 1        |
| Raków Częstochowa (kölcsönben) | 2019–20  | Ekstraklasa  | 13        | 0         | 1                | 0                | —          | —          | 14       | 0        |
| Cracovia (kölcsönben)          | 2020–21  | Ekstraklasa  | 24        | 1         | 5                | 0                | —          | —          | 29       | 1        |
| Warta Poznań                   | 2020–21  | Ekstraklasa  | 20        | 2         | 0                | 0                | —          | —          | 20       | 2        |
| Warta Poznań                   | 2022–23  | Ekstraklasa  | 8         | 1         | 1                | 0                | —          | —          | 9        | 1        |
| Warta Poznań                   | Összesen | Összesen     | 28        | 3         | 1                | 0                | 0          | 0          | 29       | 3        |
| Összesen                       | Összesen | Összesen     | 176       | 10        | 9                | 0                | 0          | 0          | 185      | 10       |

## Sikerei, díjai
Cracovia
- Lengyel Szuperkupa
  - Győztes (1): 2020

## Fordítás
Ez a szócikk részben vagy egészben  a   Dawid Szymonowicz című angol Wikipédia-szócikk fordításán alapul.  Az eredeti cikk szerkesztőit annak laptörténete sorolja fel. Ez a jelzés csupán a megfogalmazás eredetét és a szerzői jogokat jelzi, nem szolgál a cikkben szereplő információk forrásmegjelöléseként.